# Gyomorfekély
A gyomorfekély egy szövethiány (ulcus pepticum), leggyakrabban a  gyomor kisgörbületén (ulcus ventriculi), vagy a nyombél kezdeti szakaszán (ulcus duodeni) alakul ki. A gyomorfekély létrejöttében jelentős szerepet játszik a sósavtermelés, amely a nyálkahártya önemésztését okozza akkor, ha idegrendszeri elváltozás miatt érvényesülhet a gyomorsav szövetkárosító hatása.
Közvetlen kiváltó oka a Helicobacter pylori baktérium, aminek mennyisége antibiotikummal hatásosan csökkenthető, így a betegség gyógyítható.
Korábban azt feltételezték, hogy a túlzott stressz, alkohol, kávé, fűszeres ételek fogyasztása váltja ki a betegséget, de ezek nem közvetlen kiváltó okok, legfeljebb hozzájárulnak a betegség lefolyásához.

## Előfordulása

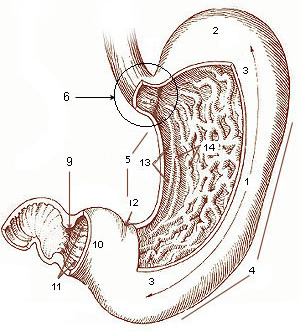
A gyomor részeit ábrázoló rajz.

A fekély minden életkorban előfordul, de a leggyakoribb 20-50. életév között, és kétszer annyi férfi szenved fekélybetegségben, mint nő.

## Tünetei
Jellegzetes tünete a sajgó gyomortáji fájdalom, amely reggel éhgyomorra, vagy étkezés után néhány órával jelentkezik, és néhány korty folyadék, vagy kis mennyiségű étel elfogyasztására megszűnik. A gyomorfekélyes betegek az étkezést követően 15-20 perc elteltével, míg a nyombélfekélyesek 1-2 óra múlva éreznek intenzív fájdalmat. Ezek a fájdalmak időszakosak, főleg tavasszal és ősszel jelentkeznek.

## Szövődmények
A fekélybetegség szövődményei lehetnek a vérzés, átfúródás, és a gyomorkapu-szűkület. A fekélyes vérzés rendszerint szédüléssel és ájulással kezdődhet és a gyomorba került vér nagy részét a beteg kihányja. A bélrendszerbe jutó vér viszont megemésztődik, ettől lesz a széklet szurokfekete. Kisebb mennyiségű vérzés a székletben szabad szemmel nem látható, de laboratóriumi vizsgálattal kimutatható. 
Az átfúródás (perforáció), hirtelen keletkező erős fájdalommal jár együtt. A gyomorkapu-szűkületnél több napon át, nagy mennyiségű hányadékot ürít a beteg, amely tartalmazhat napokkal előbb elfogyasztott ételt is.

## Gyógykezelése
A gyomorműtétet alkalmazzák rák kezelésére, a gyomorfal átlyukadása és súlyos gyomorfekély esetén. A feltáró műtétet ma már ritkábban alkalmazzák, mivel a gyomorfekélyt inkább endoszkópos módszerrel vagy a Helicobacter pylori ellen ható antibiotikummal kezelik.
A patkóbélben létrejövő fekélyek néha szükségessé teszik a gyomor alsó részének (gyomorkapu – pylorus) és a vékonybél felső részének (patkóbél – duodenum) eltávolítását. Amennyiben a patkóbélből megfelelő darab maradhat meg, akkor a Billroth I eljárást hajtják végre, mely során a gyomor megmaradó részét újra összekapcsolják a patkóbéllel, az epevezeték és a hasnyálmirigy kivezető csatornájának belépése előtt. Ha a gyomrot nem lehet a patkóbéllel újra összekapcsolni, akkor a Billroth II eljárást alkalmazzák,  melynek során a patkóbél megmaradt részét lezárják, és a vékonybél legközelebb található részén, az éhbélen (jejunum) lyukat vágnak és a gyomrot ehhez a lyukhoz kapcsolják. Mivel a gyomorzár feladata a táplálék aprózása és fokozatos adagolás a vékonybélbe, ezért eltávolítása a táplálék gyorsabb vékonybélbe történő átjutását eredményezheti, ami Dumping-szindrómához vezethet.
Régebben a gyomorfekély miatt végrehajtott gasztrektómiák során gyakran alkalmazták a vagotómiát is, melynek során a gyomor zsigeri idegét (nervus vagus) keresztülvágták, így csökkentve a gyomorsavtermelést. Manapság ezt műtéti beavatkozás nélkül oldják meg, protonpumpagátlók segítségével.
Szükség esetén speciális étrendet javasolnak a panaszok enyhüléséig: ne fogyasszunk a gyomrot izgató, irritáló anyagokat (fűszerek; csípős ételek; túl zsíros és olajos táplálékok), péktermékek közül válasszuk a könnyen emészthetőket. A zöldségek esetében kerüljük a hüvelyeseket (bab, lencse) és a káposztát míg a gyümölcsöknél figyelni kell azok héjára és az apró magvakat tartalmazókra. Ez utóbbiak könnyen beleragadhatnak a fekélybe. Alapvető szabály, hogy óvakodjunk a túl hideg és túl meleg ételektől. A rizs és a burgonya általában engedélyezett.